# Урья (приток Онолвы)

Урья — река в России, протекает в Кочёвском районе Пермского края. Устье реки находится в 31 км по левому берегу реки Онолва. Длина реки составляет 24 км.
Исток реки западнее деревни Вершинино (Юксеевское сельское поселение) в 24 км к северу от райцентра — села Кочёво. Река течёт на юго-восток, затем поворачивает на юг. Притоки — Пирогопос и Кычаняшор (обы — правые). В верховьях протекает деревни Москвино, Вершинино и Архипово (все — Юксеевское сельское поселение). Впадает в Онолву у деревни Урья (Большекочинское сельское поселение).

## Данные водного реестра
По данным государственного водного реестра России относится к Камскому бассейновому округу, водохозяйственный участок реки — Кама от истока до водомерного поста у села Бондюг, речной подбассейн реки — бассейны притоков Камы до впадения Белой. Речной бассейн реки — Кама.
По данным геоинформационной системы водохозяйственного районирования территории РФ, подготовленной Федеральным агентством водных ресурсов:
- Код водного объекта в государственном водном реестре — 10010100112111100002645
- Код по гидрологической изученности (ГИ) — 111100264
- Код бассейна — 10.01.01.001
- Номер тома по ГИ — 11
- Выпуск по ГИ — 1